# Pritchardia
Pritchardia es un género con 29 especies de plantas con flores perteneciente a la familia de las palmeras (Arecaceae).  
Es originario de las islas tropicales del Océano Pacífico, incluidos Fiyi, Samoa, Tonga, Tuamotu y Hawái.

## Descripción
Estas palmeras varían en altura, alcanzando un tamaño de 6,1 a 40 m.  Las hojas son en forma de abanico y el tronco columnar, desnudo, liso o fibroso, longitudinalmente acanalado, y oscuro rodeado por cicatrices de las hojas desprendidas. Las flores y frutas posteriores se encuentran en un grupo terminal con ramas simples o compuestas en forma de arco o inflorescencias colgantes que (en algunas especies) son más largas que las hojas.

## Taxonomía
El género fue descrito por  (O.F.Cook) Becc. y publicado en Bonplandia 10(12–13): 197. 1862. La especie tipo es: Pritchardia pacifica Seem. & H. Wendl. 
Etimología
Pritchardia: nombre genérico otorgado en honor de William Thomas Pritchard, cónsul británico en Fiyi.

## Especies
| - Pritchardia affinis - Pritchardia arecina - Pritchardia aylmer-robinsonii - Pritchardia beccariana - Pritchardia flynnii - Pritchardia forbesiana - Pritchardia glabrata - Pritchardia hardyi - Pritchardia hillebrandii - Pritchardia kaalae - Pritchardia lanaiensis - Pritchardia lanigera - Pritchardia limahuliensis - Pritchardia lowreyana - Pritchardia maideniana | - Pritchardia martii (sin. P. gaudichaudii) - Pritchardia minor - Pritchardia mitiaroana - Pritchardia munroi - Pritchardia napaliensis - Pritchardia pacifica - Pritchardia pericularum - Pritchardia perlmanii - Pritchardia remota - Pritchardia schattaueri - Pritchardia thurstonii - Pritchardia viscosa - Pritchardia vuylstekeana - Pritchardia waialealeana |